# Донерейл
Донерейл (англ. Doneraile; ирл. Dún ar Aill, «крепость на скале») — деревня в Ирландии, находится в графстве Корк (провинция Манстер).
Эдмунд Спенсер прославил район в своей поэме «Королева фей».
Известно лишь несколько случаев, когда женщины становились масонами, и один из них произошёл в XVIII веке в Донерейле. Элизабет Олдуорт подглядывала за заседанием ложи в доме своего отца; после обнаружения ложа решила обязать её, приняв в свои ряды, после чего Элизабет гордо появлялась на публике в масонских одеждах.

## Демография
Население — 759 человек (по переписи 2006 года). В 2002 году население составляло 800 человек.
Данные переписи 2006 года:
| Общие демографические показатели |               |                               |                               |      |      |
| Всё население                    | Всё население | Изменения населения 2002—2006 | Изменения населения 2002—2006 | 2006 | 2006 |
| 2002                             | 2006          | чел.                          | %                             | муж. | жен. |
| 800                              | 759           | −41                           | −5,1                          | 376  | 383  |